# Hercules (California)
Hercules es una ciudad dormitorio del condado de Contra Costa, California, Estados Unidos, ubicada cerca de la Autopista Interestatal 80, al oeste del condado, en el área de la Bahía. Queda a 32 kilómetros (o a media hora conduciendo) de San Francisco, y las ciudades más cercanas son: Pinole, Rodeo y la sede del condado, Martínez. El actual alcalde es Ed Balico.
En el 2006 la ciudad usó la expropiación para prevenir la construcción de un almacén de Wal-Mart, un uso sin precedentes de esa maniobra legal. Pese a los intentos de establecerse en la ciudad por parte de la compañía, al final desistieron y reubicaron su nueva sucursal en la ciudad vecina de Richmond.

## Geografía
Hercules se encuentra ubicada en las coordenadas 38°1′2″N 122°17′19″O / 38.01722, -122.28861. Según la Oficina del Censo, la ciudad tiene un área total de 47.4 km² (18.3 sq mi), de la cual 16.8 km² (6.5 sq mi) es tierra y 30.6 km² (11.8 sq mi) (64.59%) es agua.

## Demografía
Según la Oficina del Censo, en 2000, había 19.488 personas, 6.423 hogares, y 4.997 familias que residían en la localidad. La densidad de población era de 3.008,2 personas por milla cuadrada (1.161,2/km²). Había 6.546 viviendas en una densidad media de 1.010,5 por milla cuadrada (390/km²). La composición racial del condado era de 27.98% blancos, el 18.78% negros o afroamericanos, el 0.25% amerindios, el 42.73% asiáticos, 0.46% isleños del Pacífico, el 4.47% de otras razas, y el 5.33% de dos o más razas. El 10.81% de la población eran hispanos o latinos de cualquier raza.
En 2000 había 6.423 hogares de los cuales 41.7% tenían niños bajo la edad de 18 que vivían con ellos, el 60.8% eran parejas casadas viviendo juntas, el 13.2% tenían a una mujer divorciada como la cabeza de la familia y el 22.2% no eran familias. El 17.8% de todas las viviendas estaban compuestas por individuos y el 3.7% tenían a alguna persona anciana de 65 años de edad o más. El tamaño del hogar promedio era de 3.03 y el tamaño promedio de una familia era de 3.46.
En la localidad la composición por edad era del 26.6% menores de 18 años, el 8.5% tenía entre 18 a 24 años, el 30.2% de 25 a 44, el 27.3% entre 45 a 64, y el 7.4% tenía más de 65 años de edad o más. La edad promedia era 37 años. Por cada 100 mujeres había 90.3 varones. Por cada 100 mujeres mayores de 18 años había 86.2 varones.
Según estimaciones de 2007, los ingresos medios por hogar en la localidad eran de $88.966 y los ingresos medios por familia eran $93.294. Los hombres tenían unos ingresos medios de $50.672 frente a los $40.433 para las mujeres. La renta per cápita para la localidad era de $27.699. Alrededor del 1.9% de las familias y del 3.2% de la población estaban por debajo del umbral de pobreza.

## Transporte
Hay servicio de autobuses «WestCat», que la conectan con San Francisco y las áreas vecinas, así como el metro en El Cerrito.
Se está construyendo una estación de ferrocarriles de Amtrak y un embarcadero de transbordadores en la costa de la ciudad.

## Ciudades hermanadas
- Tshushima, Japón

## Educación
El Distrito Escolar Unificado de West Contra Costa gestiona escuelas públicas.
La Biblioteca del Condado de Contra Costa gestiona la Hercules Library.